# Oscar Wergeland (maler)
 For alternative betydninger, se Oscar Wergeland. (Se også artikler, som begynder med Oscar Wergeland)
Oscar Arnold Wergeland (12. oktober 1844 i Kristiania – 20. maj 1910) var en norsk maler. Han var nevø af "Eidsvoldsmand" Nicolai Wergeland og fætter til Camilla Collett, Henrik Wergeland og Oscar Wergeland (general).
1868 blev han Elev i Eckersbergs Malerskole i Oslo og kom 1869 til Kbhvn, hvor han
blev Elev i Kunstakademiets Tegneklasse. 1873 rejste han over Paris til München, hvor han
1874—76 studerede under Romberg og W. Lindenschmit. Senere (1883) havde han eget Atelier
dernede. 1889 udnævntes han til Overlærer ved Kunst- og Haandværkskolen i Oslo. W. var
blandt de første af de norske Kunstnere, der, efter at Düsseldorfskolens dominerende
Indflydelse var ophørt, søgte til München-Akademiet, og som fik sit kunstneriske Grundsyn bestemt
af dette; han frigjorde sig ikke helt fra denne Indflydelse, men der er dog i hans Kunst en
Stræben efter at frigøre Farven. Fra W.'s tidligere Tid kan nævnes »Bønder, som skal med
Barn til Daaben« (1871), »Christian II og Dyveke« (1880), »Inga Kongsmoders Rejse med
Haakon Haakonssøn«, udstillet paa den nordiske Kunstudstilling i Kjøbenhavn 1872, »I
Kirken« (1877), »Ættens sidste« (1878), »Norske Vikinger« (1879). Fra 1880'erne, i hvis
Stridigheder W. søgte at indtage et moderatere Standpunkt end de kæmpende Partier, fik hans
Billeder efterhaanden en lysere Tone: »Gudstjeneste i en tysk Landsby«, udstillet paa den
nordiske Kunstudstilling i Kjøbenhavn 1883, »Makrelfiskere« (1887), »Laksefiskere« (1889). I
Stockholm findes hans »Loke og Sigyn«. »Münchener Murere« er i Antwerpen. »I Haven«
(1893, Trondhjems Galleri), »Moder ved sit Barns Sygeleje« (1906, Nationalgalleriet, Oslo).
Hans mest bekendte og populære Billede er det store Maleri »Rigsforsamlingen paa Eidsvold
1814« (1887) i Stortingets Forsamlingssal. Det er udført efter grundige Studier og ejer megen dekorativ Virkning.